# A Ghetto Christmas Carol
A Ghetto Christmas Carol — десятий й останній мініальбом американського репера та співака XXXTentacion. Мініальбом вийшов 11 грудня на лейблі Bad Vibes Forever. Це єдиний різдвяний проєкт репера. Продюсуванням альбому займався в основному інший американський продюсер Ронні Джей і сам XXXTentacion, а також Cubeatz і J Dilla. Цей мініальбом є переробленою версією не випущенного мініальбому з 4 пісень під назвою Ugly. Це остання робота, випущена до смерті XXXTentacion.

## Список композицій
Мініальбом містить пісню протесту XXXTentacion проти тодішнього президента Дональда Трампа «Hate Will Never Win». Титри адаптовані з Tidal.
| #    | Назва                              | Автор                                                         | Продюсер(и)          | Тривалість |
| ---- | ---------------------------------- | ------------------------------------------------------------- | -------------------- | ---------- |
| 1.   | «A Ghetto Christmas Carol»         | Jahseh Onfroy Ronald Spence Jr. Kevin Gomringer Tim Gomringer | Ronny J Cubeatz      | 1:44       |
| 2.   | «Hate Will Never Win»              | Onfroy                                                        | J Dilla              | 1:44       |
| 3.   | «Up Like an Insomniac (Freestyle)» | Onfroy Spence Jr.                                             | XXXTentacion Ronny J | 2:31       |
| 4.   | «Red Light!»                       | Onfroy Spence Jr.                                             | Ronny J              | 1:05       |
| 5.   | «Indecision»                       | Onfroy                                                        | XXXTentacion         | 2:04       |
| 9:09 |                                    |                                                               |                      |            |

## Персонал
Титри адаптовані з Tidal.
- XXXTentacion — вокал, композиція, інженерія, виконавче виробництво, продюсування
- Ронні Джей — композиція, виконавчий продакшн, продюсування
- Cubeatz — склад
- J Dilla — виробництво
- Роббі Сукіасян — інженер
- Koen Heldens — зведення
- Кевін Петерсон — асистент мастерингу
- Дейв Катч — мастеринг

## Чарти
| Чарт (2017)                            | Найвища позиція |
| -------------------------------------- | --------------- |
| New Zealand Heatseeker Albums (RMNZ)   | 2               |
| США Independent Albums (Billboard)     | 35              |
| US R&B/Hip-Hop Album Sales (Billboard) | 42              |